# Teo Torriatte (Let Us Cling Together)
Teo Torriatte (Let Us Cling Together) je singl britanskog rock sastva Queen. Tekst je napisao Brian May. Singl je izdan 25. ožujka 1977. ekskluzivno za japansko tržište, gdje se popeo na broj 49. japanske top ljestvice singlova. Na "B" strani nalazi se Mercuryjeva "Good Old-Fashioned Lover Boy". Pjesma se nalazi na albumu "A Day at the Races" iz 1976.
 Ova pjesma je jedna od četiri pjesama sastava kojoj su dijelovi napisani nekim drugim jezikom osim engleskog, naime dvije strofe su napisane na japanskom jeziku. Jedina je pjesma s albuma na kojoj Mercury nije odsvirao klavir, već je to učinio May. Početna dionica na gitari je također i završna. Istom dionicom započinje i "Tie Your Mother Down" što May opisuje kao "Zadovoljstvo bez prestanka".
Pjesma se nalazi između ostalih 38 pjesama su na albumu "Songs For Japan" (objavljen kao pomoć stradalima u potresu i tsunamiju u Sendaiju), koji je objavljen 25. ožujka 2011. godine.

## Zanimljivosti
- Yasumi Matsuno, japanski tvorac videoigara, inače veliki obožavatelj sastava, 1997. napravio je igru koju je nazvao Tactics Ogre: Let Us Cling Together za Sony Playstation prema imenu Queenove pjesme.
- Sastav je spomenuo ovu pjesmu u svojoj kasnijoj pjesmi "Let Me Entertain You", koja je 1978. objavljena na albumu "Jazz".
- Dio pjesme na japanskom jeziku glasi:

"Teo toriatte konomama iko
Aisuruhito yo
Shizuka nayo ini
Hikario tomoshi
Itoshiki oshieo idaki"
Na engleskom jeziku glasi:

"Let Us Cling Together As The Years Go By,

Oh My Love, My Love,

In The Quiet Of The Night

Let Our Candles Always Burn,

Let Us Never Lose The Lessons We Have Learned."

## Vanjske poveznice
- Tekst pjesme Teo Torriatte (Let Us Cling Together)  Arhivirana inačica izvorne stranice od 18. ožujka 2009. (Wayback Machine)